# جیک وسلی راجرز
جیک وسلی راجرز (انگلیسی: Jake Wesley Rogers؛ متولد ۱۹ دسامبر ۱۹۹۶)، خواننده و ترانه سرای آمریکایی است.

## زندگینامه
راجرز در اسپرینگفیلد، میزوری بزرگ شد، جایی که در ۶ سالگی نواختن گیتار را آموخت و در سن ۱۲ سالگی نواختن پیانو و آموزش صدا را آغاز کرد. او اجرای تئاتر را در کلاس پنجم آغاز کرد و به زودی پس از آن آهنگ نوشت. در سنین جوانی در کنسرت‌های سازنده هنرمندانی مانند لیدی گاگا و نلی فورتادو شرکت کرد. او در کلاس ششم به عنوان همجنس‌گرا ظاهر شد، و با وجود اینکه خانواده‌اش حمایت می‌کردند، او احساس می‌کرد که باید جهت‌گیری خود را به دلیل جو فرهنگی در زادگاهش پنهان کند.
راجرز در ۱۸ سالگی به نشویل، تنسی نقل مکان کرد تا در دانشگاه بلمونت ترانه سرایی تحصیل کند. او در سال ۲۰۱۸ فارغ التحصیل شد.